# 交響組曲 宇宙戦艦ヤマト
『交響組曲 宇宙戦艦ヤマト』（こうきょうくみきょく うちゅうせんかんヤマト）は、『宇宙戦艦ヤマト』のBGMをオーケストラ向けに再編曲・再編成したインストゥルメンタル・アルバム。『Symphonic Suite Yamato』とも。
1984年に演奏会ライブ収録、LP音盤とVHSビデオにより販売された『交響曲宇宙戦艦ヤマト』（羽田健太郎作曲・ピアノ独奏、宮川泰・羽田健太郎テーマモチーフ作曲、徳永二男ヴァイオリン独奏、大友直人指揮、NHK交響楽団演奏）は宇宙戦艦ヤマト 完結編のBGMを元にした異なる音楽作品である。

## 解説
テレビアニメ『宇宙戦艦ヤマト』（1974年-1975年放送）を再編集した劇場用アニメ作品が1977年夏に公開され、ヤマト・ブームだけでなく、空前のアニメブームの引き金となった。また、劇場版公開前に発売されたドラマ編LP（型番：CS-7033）も大ヒットとなった。
1977年秋には、テレビ版のエンディングテーマの名を冠したLP『ささきいさお 真赤なスカーフ/アニメロマンの世界』や、劇場版の英語版音声トラックを編集したLP『SPACE CRUISER YAMATO』（型番：CZ-7004）も発売された。
そして、1977年12月25日に発売されたのが本盤である。これは当時としては珍しい「テレビまんが」作品の音楽集であり、「宇宙戦艦ヤマトシリーズ」における最初の音楽集であった。
本盤の内容は、宮川泰作曲・編曲によるテレビ版のBGMを宮川自身が再編曲し、一部、新しいフレーズを挿入するなどして、新たにフル・オーケストラ編成でステレオ録音したものである。テレビ版でスキャットを担当していた川島かず子（川島和子）も新録音で参加した。
本盤はBGM集として企画されたものではなかったが、発売直前の1977年12月1日深夜過ぎ（厳密には12月2日の午前1時から5時まで）にニッポン放送で生放送された『オールナイトニッポンスペシャル 宇宙戦艦ヤマト』のBGMとして採用された。さらに、劇場版『宇宙戦艦ヤマト』などの作品がビデオ収録に伴ってステレオ化された際にも、一部BGMが本盤の曲に差し替えられている。
シンフォニック・オーケストラ・ヤマトは、本盤のために特別編成されたオーケストラだが、翌年公開の劇場用新作『さらば宇宙戦艦ヤマト 愛の戦士たち』以降、「宇宙戦艦ヤマトシリーズ」の正規BGMを演奏するようになった。
本盤に収録された「明日への希望 〜夢・ロマン・冒険心〜」は、『宇宙戦艦ヤマト2199』において「地球の緑の丘（旅立ち～帰還、そして明日への希望）」を作曲する際の参考楽曲にもされている。

## 収録曲
A面
1. OVERTUNE - 序曲
2. THE BIRTH - 誕生
3. SASHIA - サーシャ
4. TRIAL - 試練
5. TAKE OFF - 出発(たびだち)
6. REMINISCENCE - 追憶

B面
1. SCARLET SCARF - 真赤なスカーフ
2. DECISIVE BATTLE - 決戦 〜CHALLENGE - 挑戦 ＝ SALLY - 出撃 ＝ VICTORY - 勝利〜
3. ISKANDALL - イスカンダル
4. RECOLLECTION - 回想
5. HOPE FOR TOMORROW - 明日への希望 〜DREAM - 夢・ROMANCE - ロマン・ADVENTURE - 冒険心〜
6. STASHA - スターシャ

- 正式な曲名表記については裏ジャケットで英語表記と日本語表記を「-」で繋ぐ。([英語表記 - 日本語表記]）
- B-2曲目、B-5曲目のサブタイトルは前後を「〜」を括られ、B-2曲目のサブタイトル間は「＝」、B-5曲目のサブタイトル間は「・」で繋ぐ表記が最も多く使われている。

## クレジット
- プロデューサー：西崎義展
- 作曲・編曲・指揮：宮川泰
- 演奏：シンフォニック・オーケストラ・ヤマト
  - ドラムス：石川晶
  - エレクトリックベース：寺川正興
  - ガットギター：木村好夫
  - エレクトリックギター：杉本喜代志
  - ピアノ：飯吉馨、市川秀男
  - パーカッション：山本直喜、金山功
  - ラテンパーカッション：石山実
  - フルート：衛藤幸雄、旭孝
  - オーボエ：山本洋一
  - クラリネット：宮島基栄、内野一男
  - ホルン：山口弘治、下館広起、後藤勉、塚田彬
  - トランペット：宮下明、荒尾正伸、羽鳥幸次、村田文治
  - トロンボーン：平内保夫、岡田澄雄、新井英治、三田治美
  - チューバ：久保修平
  - ハープ：山畑松枝
  - ヴァイオリン・ソロ：外山滋
  - ヴァイオリン：小林武史、大沢浄、多田吉徳、初鹿野司、小林啓泰、福田雄二、篠崎正嗣、大松八啓、宮内洸、野沢勝正、友広裕、武藤伸二、黒柳方晶、藤米田健生、福島明、古田川達男、大村信介、蔡芳男
  - ヴィオラ：中塚良昭、小林行雄、久里澄、篠田勝洋、林勝彦、三宅達也
  - チェロ：矢島富雄、茂木新六、渡辺滋、平野秀清、名取晴甫、藤本英雄
  - コントラバス：大津三男、佐藤道雄、星秀樹、寺田和久
- スキャット[注 4]：川島かず子

## 影響
本盤の好反響を受け、既存のアニメ・特撮作品のBGMが『組曲』『交響詩』として再編成・ステレオ録音されて発売されたり、新番組のBGMが商品化を前提としてステレオ録音されるようになった。
既存のBGMの再録音
- 交響詩 ウルトラマン
- 交響詩 ウルトラセブン

など。
新番組/劇場映画のBGM
- 交響組曲 宇宙海賊キャプテンハーロック
- 交響組曲 宇宙からのメッセージ - 劇場版
- 交響組曲 科学忍者隊ガッチャマン - 劇場版
- 交響組曲 サイボーグ009 - テレビ版第2作
- 交響組曲 地球へ… 
- 組曲 ザ☆ウルトラマン - 初期BGM
- 交響詩 ザ☆ウルトラマン - 追加BGM
- マーチ組曲 恐竜戦隊コセイドン
- 組曲 仮面ライダー - スカイライダー編の初期BGM
- 組曲 スパイダーマン
- 組曲 バトルフィーバーJ
- 組曲 メガロマン
- 組曲 スターウルフ
- 組曲 Xボンバー

など。
そのほか、『組曲』『交響詩』を冠していないものでは、『あしたのジョー2』『新・エースをねらえ!』『伝説巨神イデオン』などのBGMがステレオ録音になっていた。また、『ルパン三世 (TV第2シリーズ)』の場合、番組放送中に毎年、新しいBGM集が発売された。
第1作『機動戦士ガンダム』の場合、番組放送中に2枚のBGM集（ステレオ録音）が発売されたが、放送終了時に『交響詩 ガンダム』として再編成・再録音された。いずれも劇場版のサウンドトラックLPとは別音源である。

## 発売履歴
全て日本コロムビアから発売。
| 発売日         | 規格        | 規格品番      | 備考                                                         |
| -------------- | ----------- | ------------- | ------------------------------------------------------------ |
| 1977年12月25日 | LP          | CQ-7001       |                                                              |
| 1977年12月25日 | CT          | CAK-642       |                                                              |
| 1985年6月21日  | CD          | C35-7529      |                                                              |
| 1995年1月1日   | CD          | COCC-12227    |                                                              |
| 2004年11月25日 | CD          | COCX-33021-30 | 生誕30周年記念 ETERNAL EDITION PREMIUM 宇宙戦艦ヤマト CD-BOX |
| 2012年7月18日  | Blu-spec CD | COCX-37382    | 『YAMATO SOUND ALMANAC』シリーズ                             |